# Mathilde Bjerregaard
Mathilde Bjerregaard, née le 9 août 1993 à Aarhus, est une handballeuse danoise qui évolue au poste d'ailière gauche. 

## Palmarès

### En sélection
autres
- vainqueur du championnat d'Europe junior en 2011[1]

### Distinctions individuelles
- élue meilleure défenseur du championnat d'Europe junior 2011[2]